# Joe Rush
Joe Rush (1960) è uno scultore britannico influenzato dal film Mad Max e dai fumetti di Judge Dredd. È il fondatore della Mutoid Waste Company, un collettivo di artisti delle arti performative.

## Carriera
Nel 1980, Rush ha esposto alla Car Breaker Gallery di Frestonia, a Londra.
Nel 1984, ha fondato la Mutoid Waste Company, un collettivo itinerante di artisti underground. Nello stesso anno ha lanciato il primo Installation Party nella stazione degli autobus dismessa di Kings Cross. Da quel momento, ha prodotto installazioni delle sue opere in ambienti trasformati come magazzini abbandonati e fabbriche.
Durante tutti gli anni ottanta ha realizzato sculture tecnoindustriali per eventi e festival per poi viaggiare attraverso l'Europa occidentale e orientale per continuare il lavoro.  Dalla creazione di un car henge a Glastonbury (un cerchio di pietre fatto di macchine), ha proseguito in Germania utilizzando mezzi corazzati e aerei da combattimento dopo la caduta del muro di Berlino.
Dopo aver lasciato la Gran Bretagna per molti anni, Rush è tornato nel Regno Unito, dove lui e il suo gruppo si sono occupati di robotica e animazione, oltre a organizzare i progetti della Mutoid Waste Company in tutto il mondo. Ha esposto altre opere d'arte in tutto il paese, come X-Ray Ted Mosquito nell'ambito del Liverpool Discovers 2011.
Nel 2012, Kim Gavin ha affidato a Joe Rush la direzione artistica e la creazione di veicoli, palchi mobili e oggetti di scena per la cerimonia di chiusura delle Paralimpiadi  di Londra. La stampa ha elogiato all'unanimità l'estetica sovversiva e originale di questo spettacolo.